# Werner Egerland
Werner Egerland war ein deutscher Radrennfahrer, Eisschnellläufer und Unternehmer.

## Sportliche Laufbahn
Egerland war im Bahnradsport, im Straßenradsport und im Eisschnelllauf vor und nach dem Zweiten Weltkrieg aktiv. 1947 gewann er die nationale Meisterschaft in der Mannschaftsverfolgung mit Heinz Boehm, Eddy Kühne und Andreas Drescher. Er startete für den Verein Schöneberger RV Iduna Berlin. 1944 war er in dieser Disziplin Vizemeister geworden. Im Tandemrennen hatte er mit Dietmar Nothdurft als Partner den dritten Platz im Meisterschaftsrennen belegt. Dazu kamen einige Titel bei den Berliner Meisterschaften auf der Bahn und auf der Straße. 1943 und 1947 gewann er nationale Titel im Eisschnelllauf.

## Berufliches
Egerland war später ein erfolgreicher Unternehmer in der Automobilbranche und gemeinsam mit seiner Frau Gründer der „Felicitas und Werner Egerland Stiftung“, die jungen Menschen eine gesellschaftliche Teilhabe in den Bereichen Kunst, Kultur und Wissenschaften ermöglichen soll.